# Marsk Tårnet
 Ikke at forveksle med Mærsk Tårnet.
Marsk Tårnet er et 25 m højt dobbeltspiralformet udsigtstårn ved Skærbæk, designet af Bjarke Ingels Group.
Tårnet består af en dobbelt vindeltrappe i cortenstål med i alt 272 trin (141 op og 131 ned) med en platform øverst og en lille handikap-lift for kørestolsbrugere i tårnets indre.  Det vejer 300 tons og stod færdigt 11. august 2021. Det er vartegn for Marsk Camp, en campingplads anlagt på det hedengangne Hjemsted Oldtidsparks grund.
Der er adgang til tårnet via Marsk Camps reception mod et mindre beløb. Gæster bevæger sig op i tårnet via den ene trappe og ned ad den anden, således at man ikke møder modgående. Fra platformen øverst er der udsigt over Skærbæk og over marsken til bl.a. Rømødæmningen og Ballum Sluse.

## Galleri
- Udsigt fra tårnet i retning mod Skærbæk
- Udsigt fra tårnet i retning af Rømø